# Lago Saint Clair
Lago Saint Clair (em francês: Lac Sainte-Claire) é um lago que fica entre Ontário, Canadá e Michigan, nos Estados Unidos, localizado a cerca de 10 km ao nordeste de Detroit e Windsor, Ontário. Com aproximadamente 1114 km² de área, o lago faz parte do sistema dos Grandes Lagos; no entanto, devido à sua dimensão relativamente pequena, é raramente incluído na enumeração dos "Grandes Lagos". O lago, junto com o Rio St. Clair e o Rio Detroit, faz a ligação entre o Lago Huron a norte e o Lago Erie a sul.
Tem uma superfície total de cerca de 1 114 km2 e uma profundidade média de apenas 3,4 m; para garantir uma hidrovia ininterrupta, as agências governamentais de ambos os países mantiveram um canal de navegação de 9,1 m de profundidade através do lago raso por mais de um século.